# Ruovesi härad
Ruovesi härad är ett före detta härad i Tavastehus län i Finland.
Ytan (landsareal) var 2 796,2 km² 1910; häradet hade 31 december 1908 33 163 invånare med en befolkningstäthet av 11,9 inv/km².

## Landskommuner
De ingående landskommunerna var 1910 som följer:
- Filpula, finska: Vilppula
- Kuru
- Orivesi
- Ruovesi
- Teisko

Kuorevesi överfördes från Jämsä härad 1922, följt av Längelmäki och Eräjärvi 1960.